# Pieces (canción de Sum 41)
«Pieces» —en español: «Piezas»— es una canción de la banda punk canadiense Sum 41, incluida en su tercer álbum de estudio Chuck. Fue lanzada el 22 de febrero de 2005, como segundo sencillo del álbum. Esta canción trata acerca de una persona que actúa como alguien más para lograr la aceptación y más tarde se da cuenta de que no es feliz en la forma en que está viviendo. La canción es una especie de reacción de Deryck a la aparición de Simple Plan (con quienes tuvieron una pelea porque uno de sus miembros criticara el primer EP de Sum 41 y Stevo32 reaccionara no de la mejor forma) en New York Minute ya que tocaron su canción Vacation y aparece esa misma palabra en el vídeo, y les avisa de que mejor deberían estar solos que mal acompañados.

## Formato
1. «Pieces» (versión del álbum)
2. «Pieces» (acústico)
3. «We're All to Blame» (versión del álbum)
4. «Pieces» (video)

## Curiosidades
1. Es la canción favorita para tocar en vivo de Deryck Whibley, cantante de la banda.
2. La caída de la letra "F" en el videoclip, al final del video, no fue algo planeado, simplemente ocurrió y les gustó lo suficiente para dejarlo así
3. La canción fue tocada en la boda de Cone McCaslin
4. La canción tiene la misma progresión de acordes que la canción de la banda británica Coldplay, The Scientist

- Datos: Q2594622